# Pachydema lamotteae
Pachydema lamotteae är en skalbaggsart som beskrevs av Miessen 2000. Pachydema lamotteae ingår i släktet Pachydema och familjen Melolonthidae. Inga underarter finns listade i Catalogue of Life.